# Pteropus vampyrus
A pteropus vampyrus ou raposa-voadora é uma espécie de morcego gigante do gênero Pteropus. É considerada o maior espécie de morcego, com um corpo que pode orçar mais de 30 centímetros de comprimento. Trata-se duma espécie frugívora, que natural do sudeste asiático. Pesa mais de 2 kg e tem cerca de 2 metros de envergadura.